# Sidy N'Diaye
Sidy N'Diaye, né le 7 juillet 1987, est un footballeur sénégalais. Il évolue au poste de défenseur et de milieu défensif.
Il est également capitaine de l'équipe locale du Sénégal qui a participe au Championnat d'Afrique des nations (CHAN) en Côte d'Ivoire.

## Biographie
Ce défenseur athlétique possède l'un des palmarès les plus importants du football local sénégalais. Avec l'équipe du Sénégal junior, il a remporté la Coupe de L’UEMOA en 2009 dont il fut finaliste en 2005, et  4e   de la CHAN «championnat d’Afrique des joueurs locaux» en 2009 et capitaines du Sénégal de la compétition. En club il fut en 2002-2003 vices champions régionaux de la ligue de Dakar, vainqueur de la coupe du Sénégal cadets, vainqueur de la coupe du Sénégal juniors et de la coupe de la ligue de Dakar dans la même année avec l’as douanes. Il a remporté le championnat du Sénégal 2006-2007 et en 2008-2009.
très bonne frappe de balle et une vision du jeu, rigoureux dans le marquage ce qui lui vaut le surnom de Gaïndé (lion en wolof) joue avec les deux pieds[réf. nécessaire].